# John Arrowsmith
John Arrowsmith (Gateshead, 29 marzo 1602 – Cambridge, 15 febbraio 1659) è stato un teologo inglese, fu uno dei partecipanti alla cosiddetta Assemblea di Westminster, tra il 1647 ed il 1648 fu vice-Cancelliere dell'Università di Oxford.

## Biografia
Nato a Gateshead, nei pressi di Newcastle-Upon-Tyne, entrò nel 1618 al St John's College dell'Università di Cambridge ed in seguito come fellow al St Catharine's College tra il 1621 ed il 1623. Nel 1623 venne ordinato diacono e poi sacerdote a Londra diventando uno dei predicatori assegnati all'Università di Cambridge. Nel 1631 ottenne il beneficio ecclesiastico della città fluviale di King's Lynn, nel Norfolk. Nel 1643  fu chiamato ad essere uno dei membri dell'Assemblea di Westminster con lo scopo di riformare la Chiesa anglicana, in questo stesso periodo ebbe modo di presenziare al Parlamento Lungo per recitare alcuni dei suoi sermoni all'assemblea parlamentare. L'11 aprile 1644 venne eletto Master del St John's College, a seguito dell'espulsione del precedente Master, William Beale per volere di Edward Montagu, II conte di Manchester e dello stesso Oliver Cromwell. Beale era di chiara fede realista, ed era stato più volte attaccato da John Pym per alcuni suoi libelli che difendevano sul piano religioso i privilegi della monarchia inglese. Lo stesso Cromwell guidò di persona il gruppo di soldati che circondarono il St John's College ed arrestarono Beale, ed altri insegnanti che, come lui, professavano apertamente il loro appoggio a Carlo I d'Inghilterra. Nel 1645 divenne rettore della chiesa parrocchiale di Londra di St Martin Pomary e nel 1647 venne nominato vice-Cancelliere dell'Università di Oxford. Nel 1651 venne eletto Regius Professor of Divinity e nel 1653 venne nominato Master del Trinity College. Nel 1655 rassegnò le dimissioni da docente universitario e morì nel 1659 a Cambridge e venne sepolto nella cappella del Trinity College.

Fu autore di diversi trattati di teologia e di sermoni nei quali cercò di esporre una versione più "accomodante" della teoria della predestinazione.

## Opere
- The Covenant-avenging Sword Brandished (1643)
- Englands Ebenezer (1645)
- A Great Wonder in Heaven (1647)
- Armilla Catechetica (1659)
- A Chain of Principles (1659)